# Matyáš Džavoronok
Matyáš Džavoronok (ur. 5 września 2001 w Brnie) – czeski siatkarz, grający na pozycji rozgrywającego, reprezentant Czech. 
Jego ojciec Milan i starszy brat Donovan są siatkarzami. 

## Sukcesy reprezentacyjne
Mistrzostwa Europy Kadetów:
- 2018[2][3]